# David Ginola
David Ginola-Ceze (sinh ngày 25 tháng 1 năm 1967) là một cựu cầu thủ bóng đá chuyên nghiệp người Pháp, người cũng từng là một diễn viên, người mẫu và bình luận viên bóng đá.
Khi chơi bóng ở vị trí tiền đạo, Ginola đã chơi bóng mười mùa giải ở Pháp trước khi chuyển từ Paris Saint-Germain đến Newcastle United ở Giải Ngoại hạng Anh vào tháng 7 năm 1995. Ông tiếp tục chơi ở Premier League cho Tottenham Hotspur, Aston Villa và Everton trước khi giải nghệ vào năm 2002. Ở cấp độ quốc tế, ông đã có 17 lần ra sân và ghi 3 bàn cho đội tuyển quốc gia Pháp từ năm 1990 đến 1995.
Kể từ khi từ giã sự nghiệp bóng đá, ông đã tham gia vào lĩnh vực bình luận bóng đá và diễn xuất. Ginola là người đóng góp thường xuyên cho BBC,BT Sport và CNN. Ông đã dẫn chương trình Match of ze Day, một chương trình phát sóng trực tiếp các trận đấu của Premier League trên kênh Canal+. Vào tháng 1 năm 2015, Ginola đã cố gắng tranh cử chức chủ tịch FIFA nhưng đã rút lui sau khi không nhận được sự ủng hộ cần thiết của ít nhất năm hiệp hội bóng đá quốc gia.

## Cuộc sống ban đầu
Ginola sinh ra ở Gassin, Var.

## Sự nghiệp câu lạc bộ
Ginola chơi ở cấp câu lạc bộ cho Toulon (1985–88), RC Paris (1988–90), Brest (1990–92), Paris Saint-Germain (1992–95), Newcastle United (1995–97), Tottenham Hotspur  (1997–2000), Aston Villa (2000–2002) và Everton (2002).
Ginola xuất hiện lần đầu tiên cho Sporting Toulon khi mới mười tám tuổi trong chiến thắng 2–0 năm 1985 trước Metz. Ông đã chơi mười bốn trận trong mùa giải đầu tiên của mình, và đến năm 1986, ông thường xuyên có mặt trong đội hình Toulon. Năm 1988, ông chuyển đến RC Paris, nơi ông thi đấu cho đến khi ký hợp đồng với Brest năm 1990. Tại đây, ông bắt đầu gây ấn tượng với phong cách thi đấu hào hoa của mình. Năm 1991, ông đóng một vai trò quan trọng trong chiến thắng mang tính bước ngoặt (3–2) trước đội bóng sẽ ký hợp đồng với ông, Paris Saint-Germain.

### Paris Saint Germain
Ginola gia nhập Paris Saint-Germain vào tháng 1 năm 1992, vào thời điểm đội bóng này đang nỗ lực giành những danh hiệu lớn với sự hỗ trợ tài chính của kênh truyền hình Canal+. Ông nhanh chóng thích nghi với câu lạc bộ và trở thành cầu thủ được người hâm mộ yêu thích nhất nhờ những pha chạm bóng đầu tiên đầy lịch lãm và tinh tế. Sự nổi tiếng của ông không phải chịu bất kỳ hậu quả nào ngay cả khi ông thừa nhận rằng ông đã ủng hộ các đối thủ của Paris Saint-Germain là Olympique Marseille khi còn là một cậu bé và rằng ông sẽ gia nhập đội hơn là PSG. Trong mùa giải trọn vẹn đầu tiên (1992–93), Ginola đã giành được Coupe de France (ghi bàn trong trận chung kết) và lọt vào bán kết UEFA Cup. Vào cuối năm 1993, ông cũng đã giành được giải thưởng Cầu thủ xuất sắc nhất năm của Pháp do tạp chí Bóng đá Pháp trao tặng.
Trong mùa giải trọn vẹn thứ hai của ông vào mùa 1993–94, PSG đã giành chức vô địch quốc gia thứ hai trong lịch sử mà chỉ để thua ba trận. Bên cạnh những người đồng đội Paul Le Guen, Bernard Lama và Antoine Kombouaré và được huấn luyện bởi Artur Jorge, Ginola đã ghi 13 bàn sau 38 trận, điều đó khiến ông trở thành cầu thủ ghi bàn hàng đầu của câu lạc bộ.
Mùa giải tiếp theo, dưới sự dẫn dắt của huấn luyện viên mới Luis Fernandez, câu lạc bộ đã thi đấu kém thành công hơn mùa trước, khi FC Nantes lên ngôi vô địch. Ginola đã ghi 11 bàn sau 28 lần ra sân ở giải đấu. Tuy nhiên, Paris Saint-Germain đã tỏa sáng trong các giải đấu cúp, giành được một chiếc Coupe de France khác cũng như chiếc cúp Coupe de la Ligue (giải đấu ra đời năm 1994). Ở UEFA Champions League, câu lạc bộ Paris đã gây ra một cú sốc lớn sau khi hạ gục đội vào chung kết năm 1994 FC Barcelona trong trận tứ kết, và Ginola chơi đặc biệt xuất sắc. Câu lạc bộ đã bị loại ở rào cản tiếp theo bởi đương kim vô địch A.C. Milan.
Mùa hè năm 1995, Ginola quyết định rời Pháp. Vốn được biết đến là một người đam mê bóng đá Tây Ban Nha, ông từng được Barcelona săn đón. Hơn nữa, từ năm 1992 đến năm 1995, màn thể hiện xuất sắc của ông trong các giải đấu châu Âu trước những gã khổng lồ Tây Ban Nha Real Madrid và Barcelona đã thu hút sự chú ý của giới truyền thông ở Tây Ban Nha, và giới truyền thông địa phương gọi ông là "El Magnifico".

### Newcastle United
Năm 1995, Ginola gia nhập Newcastle United với giá 2,5 triệu bảng. Ông đã được ký hợp đồng vào thời điểm mà huấn luyện viên Kevin Keegan đang cố gắng biến câu lạc bộ thành một trong những thế lực lớn của bóng đá Anh, và hội đồng quản trị đã sẵn sàng hỗ trợ tài chính mạnh mẽ để ký hợp đồng với một số siêu sao châu Âu. Ginola ra mắt trước Coventry City vào ngày 19 tháng 8 năm 1995 với chiến thắng 3–0. Ông đã ghi bàn thắng đầu tiên ở giải đấu Ngoại hạng Anh vào ngày 27 tháng 8 trước Sheffield Wednesday trong chiến thắng 2–0 trên sân khách, và tiếp tục ghi năm bàn thắng trong mùa giải đầu tiên. Trong mùa giải 1995–96, Newcastle về nhì, kém Manchester United bốn điểm. Đây là màn trình diễn ấn tượng nhất của họ trong nhiều thập kỷ và Ginola là một phần không thể thiếu của đội. Tuy nhiên, thật đáng thất vọng khi Newcastle đã về nhì tại Premier League khi họ dẫn trước tới 10 điểm vào cuối tháng Giêng.
Năm 1996, Bobby Robson, huấn luyện viên của Barcelona, đích thân cố gắng ký hợp đồng với Ginola, nhưng Newcastle từ chối cho phép chuyển nhượng. Để bổ sung đội hình, Newcastle đã trả 15 triệu bảng, phá kỷ lục chuyển nhượng, để mua Alan Shearer. Mặc dù vậy, Newcastle lại về nhì, bị Manchester United vượt qua trong gang tấc. Nửa mùa giải, Kevin Keegan đột ngột từ chức huấn luyện viên để Kenny Dalglish kế nhiệm. Ginola không nhận được sự ủng hộ và tìm cách chuyển sang đội khác.

### Tottenham Hotspur
Tottenham Hotspur đã ký hợp đồng với Ginola vào tháng 7 năm 1997 với giá 2,5 triệu bảng, nơi ông được thi đấu cùng với đồng đội ở Newcastle Les Ferdinand. Năm 1999, ông được vinh danh là Cầu thủ xuất sắc nhất năm của PFA và Cầu thủ xuất sắc nhất năm của FWA, khi chơi cho Tottenham Hotspur. Trong mùa giải 1998–99, Ginola đã ghi một trong những bàn thắng đáng chú ý nhất của ông, khi Spurs đấu với Barnsley ở Vòng 6 FA Cup. Ginola luồn lách qua một số cầu thủ Barnsley và dứt điểm bên cánh trái, bàn thắng duy nhất của trận đấu. Ông cũng là cầu thủ đầu tiên trong lịch sử Premiership giành được giải thưởng này khi ở một câu lạc bộ kết thúc mùa giải ngoài top 4. Ông cũng đã giành được chiếc cúp quốc nội duy nhất của mình với Spurs, League Cup năm 1999 với chiến thắng 1–0 trước Leicester City tại Sân vận động Wembley cũ. Ginola được người hâm mộ Spurs yêu mến và nhớ đến với lối chơi tấn công ngông cuồng và cá tính ngoài sân cỏ. Ông đã đóng một vai trò quan trọng trong chiến thắng League Cup 1999 của họ và ghi một bàn thắng từ xa trong chiến thắng 3-1 trước Manchester United ở vòng trước. Ginola được giới thiệu vào Đại sảnh Danh vọng Tottenham Hotspur vào ngày 11 tháng 12 năm 2008.

### Aston Villa
Vào tháng 7 năm 2000, Ginola gia nhập Aston Villa với mức phí chuyển nhượng 3 triệu bảng. Ông đã bày tỏ sự thất vọng về việc Tottenham đã bán ông, nói rằng thông tin họ đã chấp nhận lời đề nghị là một "quả bom xịt". Huấn luyện viên Villa John Gregory đã thách thức Ginola chứng minh rằng ông vẫn có thể thi đấu ở Premiership, thay vì chuyển đến một giải đấu ít đòi hỏi khắt khe hơn ở nước ngoài, vì Ginola hiện đã ở tuổi 33 và dường như không thể tiếp tục thi đấu chuyên nghiệp đẳng cấp lâu hơn nữa. Sau khi bị Gregory buộc tội thừa cân, Ginola ăn mừng bàn thắng trong trận đấu với Manchester City bằng cách cởi áo thi đấu để lộ vóc dáng săn chắc của ông.
Vào tháng 1 năm 2002, ông bị cấm thi đấu hai trận và bị phạt 22.000 bảng vì giẫm lên người đối phương và tranh chấp việc truất quyền thi đấu với quan chức thứ tư.

### Everton
Năm 2002, Ginola ký hợp đồng với Everton chơi năm trận cho câu lạc bộ trước khi giải nghệ vào tháng 5 năm 2002 ngay sau khi David Moyes tiếp quản vị trí huấn luyện viên.Ginola được Moyes coi là vượt quá yêu cầu và chỉ ra sân thay người một lần từ tháng Ba trở đi. Hợp đồng của ông không được gia hạn và Ginola không có câu lạc bộ nên đã giải nghệ. Ông thông báo ý định chuyển sang làm diễn viên hoặc huấn luyện viên bóng đá.

## Sự nghiệp quốc tế
Mặc dù Ginola là một cầu thủ Pháp rất nổi bật, nhưng ông đã không thi đấu nhiều cho Đội tuyển quốc gia Pháp, ông chỉ thi đấu 17 trận cho đội tuyển trong sự nghiệp của mình. Năm 1987, Ginola chơi cho U21 Pháp tại Giải đấu Toulon. Ông được vinh danh là cầu thủ xuất sắc nhất giải đấu sau khi Pháp đánh bại  U21 Anh 4–3 trong trận chung kết.
Ginola nổi tiếng ở Pháp vì mắc sai lầm trong trận đấu Vòng loại Giải vô địch bóng đá thế giới 1994 với Bulgaria. Pháp chỉ cần một trận hòa trong trận đấu vòng loại cuối cùng của họ vào ngày 17 tháng 11 năm 1993 để đủ điều kiện tham dự vòng chung kết của Giải vô địch bóng đá thế giới 1994 và Ginola đã vào sân thay người muộn cho Jean-Pierre Papin. Khi tỷ số đang là 1–1 ở phút cuối cùng của trận đấu, Ginola đã thực hiện một đường chuyền vượt tuyến dành cho Eric Cantona. Bóng được Emil Kremenliev thu hồi, ông cũng là người đã thực hiện một pha phản công nhanh của Bulgaria dẫn đến việc Emil Kostadinov ghi bàn thắng quyết định. Do đó, Bulgaria đã thắng trận 2-1 và đủ điều kiện tham dự vòng chung kết Giải vô địch bóng đá thế giới 1994 trước đội tuyển Pháp.
Trong một cuộc phỏng vấn trên truyền hình được phát sóng vào ngày 18 tháng 11 năm 1993, Gérard Houllier, huấn luyện viên của đội tuyển Pháp trong toàn bộ chiến dịch vòng loại World Cup 1994, đã đổ lỗi cho thất bại 1-2 của Pháp trước Bulgaria hoàn toàn là do Ginola và mô tả ông là người "đã phóng một quả tên lửa Exocet xuyên qua trái tim của bóng đá Pháp" và là "tội đồ của đội bóng". Sau khi bị người hâm mộ Pháp la ó và bị gán cho cái tên "tội đồ của bóng đá Pháp" bởi báo chí Pháp, Ginola chuyển đến Anh, ký hợp đồng với Newcastle United. Người kế nhiệm của Houllier Aimé Jacquet thường xuyên chọn Ginola cho các trận đấu quốc tế, nhưng thường chỉ sử dụng ông với tư cách là cầu thủ dự bị. Ginola chơi trận cuối cùng cho đội tuyển quốc gia vào năm 1995. Vào tháng 4 năm 2012, một tòa án Pháp đã bác bỏ vụ kiện của Ginola chống lại Gérard Houllier vì cáo buộc phỉ báng. Trong cuốn sách Secrets de coach (Bí mật của các huấn luyện viên), Houllier bị cáo buộc đã đưa ra những nhận xét chê bai Ginola và ám chỉ Ginola bằng những từ ngữ xúc phạm, đổ lỗi cho ông vì đã đặt sai quả tạt khiến Bulgaria thực hiện pha phản công quyết định và giành chiến thắng trước Pháp trong phút cuối cùng của trận đấu giữa hai đội tại vòng loại World Cup 1994.

## Thống kê sự nghiệp

### Câu lạc bộ
| Câu lạc bộ          | Mùa giải            | Giải đấu            | Giải đấu | Giải đấu  | Cúp quốc gia | Cúp quốc gia | League Cup | League Cup | Châu Âu | Châu Âu   | Tổng cộng | Tổng cộng |
| Câu lạc bộ          | Mùa giải            | Giải đấu            | Số trận  | Bàn thắng | Số trận      | Bàn thắng    | Số trận    | Bàn thắng  | Số trận | Bàn thắng | Số trận   | Bàn thắng |
| ------------------- | ------------------- | ------------------- | -------- | --------- | ------------ | ------------ | ---------- | ---------- | ------- | --------- | --------- | --------- |
| Toulon              | 1985–86             | Division 1          | 14       | 0         | 0            | 0            | –          | –          | –       | –         | 14        | 0         |
| Toulon              | 1986–87             | Division 1          | 35       | 0         | 1            | 0            | –          | –          | –       | –         | 36        | 0         |
| Toulon              | 1987–88             | Division 1          | 33       | 4         | 3            | 1            | –          | –          | –       | –         | 36        | 5         |
| Toulon              | Tổng cộng           | Tổng cộng           | 82       | 4         | 4            | 1            | 0          | 0          | 0       | 0         | 86        | 5         |
| Racing Club Paris   | 1988–89             | Division 1          | 29       | 7         | 2            | 1            | –          | –          | –       | –         | 31        | 8         |
| Racing Club Paris   | 1989–90             | Division 1          | 32       | 1         | 6            | 1            | –          | –          | –       | –         | 38        | 2         |
| Racing Club Paris   | Tổng cộng           | Tổng cộng           | 61       | 8         | 8            | 2            | 0          | 0          | 0       | 0         | 69        | 10        |
| Brest               | 1990–91             | Division 1          | 33       | 6         | 3            | 1            | –          | –          | –       | –         | 36        | 7         |
| Brest               | 1991–92             | Division 2          | 17       | 8         | 0            | 0            | –          | –          | –       | –         | 17        | 8         |
| Brest               | Tổng cộng           | Tổng cộng           | 50       | 14        | 3            | 1            | 0          | 0          | 0       | 0         | 53        | 15        |
| Paris Saint-Germain | 1991–92             | Division 1          | 15       | 3         | 2            | 1            | –          | –          | –       | –         | 17        | 4         |
| Paris Saint-Germain | 1992–93             | Division 1          | 34       | 6         | 6            | 2            | –          | –          | 9       | 2         | 49        | 10        |
| Paris Saint-Germain | 1993–94             | Division 1          | 38       | 13        | 3            | 3            | –          | –          | 8       | 2         | 49        | 18        |
| Paris Saint-Germain | 1994–95             | Division 1          | 28       | 11        | 2            | 0            | 3          | 0          | 10      | 1         | 43        | 12        |
| Paris Saint-Germain | Tổng cộng           | Tổng cộng           | 115      | 33        | 13           | 6            | 3          | 0          | 27      | 5         | 158       | 44        |
| Newcastle United    | 1995–96             | Premier League      | 34       | 5         | 2            | 0            | 4          | 0          | –       | –         | 40        | 5         |
| Newcastle United    | 1996–97             | Premier League      | 24       | 1         | 2            | 0            | 2          | 0          | 7       | 1         | 35        | 2         |
| Newcastle United    | Tổng cộng           | Tổng cộng           | 58       | 6         | 4            | 0            | 6          | 0          | 7       | 1         | 75        | 7         |
| Tottenham Hotspur   | 1997–98             | Premier League      | 34       | 6         | 3            | 1            | 3          | 2          | –       | –         | 40        | 9         |
| Tottenham Hotspur   | 1998–99             | Premier League      | 30       | 3         | 6            | 3            | 5          | 1          | –       | –         | 41        | 7         |
| Tottenham Hotspur   | 1999–2000           | Premier League      | 36       | 4         | 2            | 1            | 2          | 1          | 3       | 0         | 43        | 6         |
| Tottenham Hotspur   | Tổng cộng           | Tổng cộng           | 100      | 13        | 11           | 5            | 10         | 4          | 3       | 0         | 124       | 22        |
| Aston Villa         | 2000–01             | Premier League      | 27       | 3         | 1            | 0            | 0          | 0          | –       | –         | 28        | 3         |
| Aston Villa         | 2001–02             | Premier League      | 5        | 0         | 0            | 0            | 2          | 0          | 6       | 2         | 13        | 2         |
| Aston Villa         | Tổng cộng           | Tổng cộng           | 32       | 3         | 1            | 0            | 2          | 0          | 6       | 2         | 41        | 5         |
| Everton             | 2001–02             | Premier League      | 5        | 0         | 2            | 0            | 0          | 0          | –       | –         | 7         | 0         |
| Tổng cộng sự nghiệp | Tổng cộng sự nghiệp | Tổng cộng sự nghiệp | 503      | 81        | 46           | 15           | 21         | 4          | 43      | 8         | 613       | 108       |

### Quốc tế
| Đội tuyển quốc gia | Năm   | Số trận | Bàn thắng |
| ------------------ | ----- | ------- | --------- |
| Pháp               | 1990  | 1       | 0         |
| Pháp               | 1991  | 0       | 0         |
| Pháp               | 1992  | 2       | 0         |
| Pháp               | 1993  | 4       | 1         |
| Pháp               | 1994  | 6       | 1         |
| Pháp               | 1995  | 4       | 1         |
| Total              | Total | 17      | 3         |

## Danh hiệu

### Câu lạc bộ
Paris Saint-Germain
- Division 1: 1993–94
- Coupe de France: 1992–93, 1994–95
- Coupe de la Ligue: 1994–95

Tottenham Hotspur
- Football League Cup: 1998–99

Aston Villa
- UEFA Intertoto Cup: 2001

### Quốc tế
U21 Pháp
- Toulon Tournament: 1987